# Magnus Hjortsberg
Magnus Jonæ Hjortsberg, född 1 juli 1739 i Stockholm, död 3 mars 1804 i Kjula socken, var en svensk präst. Han var farbror till Lars Hjortsberg.
Magnus Hjortsberg var son till Jonas Hiortzberg. Han gick i skola i Strängnäs och studerade sedan vid Uppsala universitet, till han 1763 blev prästvigd, varefter han tjänstgjorde som pastorsadjunkt i Kjula socken, där han också efter att en tid ha verkat i Stockholm blev kyrkoherde 1784. Han var livligt verksam i sin socken och engagerade sig särskilt för folkundervisningen. 1795 utgav han Kort anvisning, huru föräldrar af allmogen rätt böra uppföda sina barn (ny tillökad upplaga 1799). Där uttalade han sig för en förbättrad skolundervisning och för skolbibliotek i anknytning till sockenskolorna.